# Campylobacter jejuni
Campylobacter jejuni – gatunek bakterii należący do klasy epsilon-Proteobacteria. Gram-ujemna, mikroaerofilna (3–6% O2), rośnie w obecności 10% dwutlenku węgla, spiralna, ruchliwa pałeczka, układa się w pary; patogen zwierząt ciepłokrwistych i człowieka, powszechnie występuje w odchodach zwierząt. Rezerwuarem bakterii jest drób. Genom C. jejuni został zsekwencjonowany w 2000.

## Epidemiologia
Pałeczki C. jejuni są 3–4 razy częściej izolowane w przypadku zakażeń układu pokarmowego niż inne enteropatogeny tj. bakterie rodzaju Salmonella czy Shigella. W USA odnotowuje się ok. 2,4 miliona zakażeń rocznie. Podobne badania epidemiologiczne nie były prowadzone w Polsce. Śmiertelność jest niewielka i wynosi ok. 0,08%. Ludzie zakażają się przez skażoną wodę lub żywność. Bakterie przenoszone są z człowieka na człowieka drogą fekalno-oralną. Najczęstsze epidemie w przedszkolach.

## Objawy i przebieg infekcji
C. jejuni powoduje ostre zapalenie żołądka i jelit, które może mieć wrzodziejący ostry przebieg.
Do infekcji dochodzi najczęściej przez spożycie zakażonego pałeczkami pożywienia (mleka, nieodpowiednio przygotowanych tusz drobiowych) lub wody.
Objawy infekcji:
- gorączka do 40 °C
- osłabienie
- bóle podbrzusza
- mdłości
- stany zapalne jelit powiązane z biegunką
  - łagodną
  - ostrą (z obecnością śluzu lub krwi w stolcu)

Stan chorobowy z tendencją do samowyleczenia trwa zazwyczaj kilka dni. Niekiedy, zwłaszcza u osób z niewydolnym układem odpornościowym, dochodzi do ogólnoustrojowej infekcji, posocznicy.
Podejrzewa się, że zakażenie C. jejuni może przyczyniać się do powstawania choroby autoimmunizacyjnej takiej jak zespół Guillaina-Barrégo. Uważa się, że odpowiedź autoimmunologiczna jest spowodowana podobieństwem antygenowym pomiędzy ludzkimi gangliozydami neuronów a oligosacharydami LPS C. jejuni.

## Zapobieganie zakażeniu
- pasteryzacja (wysoka skuteczność)
- zachowanie higieny

## Leczenie
Zakażenia spowodowane przez pałeczki Campylobacter należą do chorób samoograniczających się i zwykle wymagają tylko leczenia objawowego (nawadnianie, przywrócenie równowagi gospodarce elektrolitowej pacjenta). Jednak szczególnie ciężki przebieg choroby zwłaszcza u osób z grup wysokiego ryzyka (u osób starszych, u osób z nieprawidłowo funkcjonującym układem odpornościowym) wymaga leczenia etiotropowego. Preferowanymi w takich przypadkach lekami są antybiotyki z grupy makrolidów. U dorosłych pacjentów stosowane są także antybiotyki z innych grup jak np. fluorochinolony czy tetracykliny. Jednak, w ostatniej dekadzie na całym świecie zaobserwowano narastanie oporności na antybiotyki i chemioterapeutyki wśród pałeczek z rodzaju Campylobacter. Z badań przeprowadzonych w Polsce w latach 2003–2006 wynika, że wszystkie szczepy izolowane od ludzi były wrażliwe na erytromycynę (antybiotyk z grupy makrolidów). Natomiast w Polsce odsetek klinicznych szczepów Campylobacter jejuni opornych na fluorochinolony (ciprofloksacyna) jest bardzo wysoki i sięga 58%.

## Charakterystyka laboratoryjna
| Cecha                        | Wynik |
| ---------------------------- | ----- |
| Wzrost przy 25 °C            | –     |
| Wzrost przy 37 °C            | +     |
| Wzrost przy 42 °C            | +     |
| Redukcja azotanów            | +     |
| Test katalazowy              | +     |
| Test oksydacji               | +     |
| Wzrost na agarze MacConkeya  | +     |
| Ruchliwość (podłoże płynne)  | +     |
| Metabolizm glukozy           | –     |
| Hydroliza kwasu hipurowego   | +     |
| Oporność na kwas nalidyksowy | –     |
| Oporność na cefalotynę       | +     |